# La Ruda Salska
"La Ruda" es un grupo de rock alternativo de Saumur, Francia, formado en 1993. Inicialmente se llamó "La Ruda Salska", nombre inspirado en la ciudad polaca Ruda Śląska, aunque en 2003, tras 4 discos y casi 500 conciertos, lo abreviaron como "La Ruda". Con este cambio su estilo se hizo más roquero, manteniendo el toque ska que le dan los instrumentos de viento-metal

## Miembros de la banda
Los componentes actuales de la banda son Pierrot (voz solista, letras), Manu (batería), Fred (guitarra, voz), Ritchoune (guitarra, voz), Bruixe (bajo, desde 2005), Roro (trombón, voz), Philly (saxofón, voz, desde 1997) and Daddy (Michel) (trompeta). 
Los miembros fundadores fueron Jam (bajo , 1993-1999), Pee-Why (bajo, 1999-2005), François (saxofón, 1993-1997), Grub's (bajo, 1993-1995) and Yannos (guitarra, 1993-1995)

## Discografía

### Álbumes de estudio
| Año  | Título                            | Lista de canciones | Notas |
| ---- | --------------------------------- | --- | --- |
| 1996 | Le prix du silence                | 1. Orange - 4:49; 2. Stadio - 4:06; 3. Taper la manche - 5:26; 4. Le prix du silence - 3:48; 5. Roots ska goods - 4:27; 6 Unis - 4:46; 7. Trianon - 5:17; 8. See paname and die - 4:40; 9. Les frères Volfoni - 4:27; 10. Le devoir de mémoire - 4:35; 11. Radio Ska (2005 reissue only).                                                    | Le Prix du silence es el primer álbum de La Ruda Salska, lanzado en 1996 (distribuido por Tripsichord) y relanzado en 2005 (distribuido por Irfan) con la pista extra "Radio Ska".                                        |
| 1999 | L'Art de la joie                  | 1. Le Bruit du bang; 2. Selon; 3. Que le bon l'emporte; 4. Rien venir; 5. Tant d'argent dans le monde; 6. Du Rififi chez les branques; 7. L'Affut du ramdam; 8. Numéro 23; 9. Le Gauche; 10. L'Art de la joie; 11. L'École des sous sols; 12. Anathème; 13. Barton killer; 14. Gánster Man (2005 reissue only)                               | L'Art de la joie es el segundo álbum de "La Ruda", lanzado en primavera de 1999 y reeditado en 2006 con la pista adicional "Gangster Man"                                                                                 |
| 2001 | Passager du réel                  | 1. L'odyssée du réel; 2. L'empire du moi; 3. Histoires improbables; 4. La comédie à la française; 5. L'évolutionnaire; 6. Héros cherche aventures; 7. Des tambours et des hommes; 8. Profession détective; 9. Le tort et la raison; 10. Carnet d'une égérie; 11. Les nuits diluviennes; 12. Dépass' man; 13. Indianapolis; 14. Les maux dits | Passager du réel es el tercer álbum de "La Ruda" lanzado en 2001 por el sello "Yelen" |
| 2003 | Loic Da Silva jour La Ruda Salska | 1. Trianon; 2. Le prix du silence; 3. L'odyssée du réel; 4. Tant d'argent dans le monde; 5. Rien venir; 6. Roots ska goods; 7. Barton killer; 8. Dépass'man; 9. L'empire du moi; 10. Mado | Loic Da Silva jour La Ruda Salska es un álbum en el que versionan con acordeón canciones de otros discos anteriores. Fue lanzado en 2003 junto con una canción nueva, "Mado", compuesta para la ocasión por Pierre y Loic |
| 2004 | 24 images/seconde                 | 1. Paris en bouteille; 2. Pensées malsaines; 3. 24 images / secondes; 4. Naouel; 5. Dira-t-on encore ?; 6. Chanson pour Sam; 7. Affaire de famille; 8. L'admirable refrain; 9. L'eau qui dort; 10. L'epoux des rancœurs; 11. Tonio; 12. Le pieu et la potence; 13. Travers                                                                   | 24 images/seconde es el cuarto álbum de estudio de "La Ruda", el primero en el que aparecen con ese nombre. Fue lanzado el 15 de marzo de 2004 bajo el sello "Wagram Music"                                               |
| 2006 | La trajectoire de l'homme canon   | 1. Un et un font trois; 2. Tierra ne répond plus; 3. Des horizons des péages; 4. La trajectoire de l'homme canon; 5. Marilyne; 6. Mélodie en action; 7. Ronnie sait; 8. De simples choses...; 9. Quand la nuit; 10. Si j'étais une histoire; 11. De la vie jusqu'au cou; 12. Paradis; 13. ... De choses et d'autres; 14. Soyez le bienvenu   | La trajectoire de l'homme canon es el quinto álbum de "La Ruda", lanzado el 2 de octubre de 2006 |
| 2007 | Les bonnes manières               | 1. Tout va bien (inédit) 2. Tant d'argent dans le monde 3. Un et un font trois 4. Si j'étais une histoire 5. Que le bon l'emporte 6. De la vie jusqu'au cou 7. La trajectoire de l'homme canon 8. Rien venir 9. L'empire du moi 10. Le prix du silence 11. La fumée des gauloises (inédit) 12. Bonus video: documentaire live & studio       | Les bonnes manières es el sexto álbum de "La Ruda", lanzado el 1 de octubre de 2007 bajo el sello Irfan. Está compuesto de arreglos acústicos de canciones de otros discos junto con dos nuevas composiciones             |
| 2009 | Le Grand Soir                     | 1. Go to the party! 2. Eddie voit rouge 3. Un beau matin au plus tard 4. Dans la même rue 5. Fantomas 2008 6. Quand le réveil sonne 7. La parade de Gordon Banks 8. Grand soir 9. Padam Elvis 10. Si tu allais 11. Lucile 12. Depuis ce jour                                                                                                 | |
| 2011 | Odéon 10-14                       | 1. Cabaret voltage 2. Les baisers Français 3. Souviens-toi 2012 4. L'homme aux Ailes d'Or 5. Un été en Angleterre 6. Odéon 10-14 7. Titi'Rose au cœur 8. Encore une fois 9. 1982 10. Johnny John Wayne 11. Le prix de la corde 12. Candide Charlotte                                                                                         | |

### Álbumes en directo
| Año  | Título                     | Lista de canciones | Notas |
| ---- | -------------------------- | --- | --- |
| 2000 | En concert                 | 1. Roots ska goods; 2. L'instinct du meilleur; 3. Barton killer; 4. Selon; 5. Que le bon l'emporte; 6. Du rififi chez les branques; 7. Le prix du silence; 8. Unis; 9. Le gauche; 10. Numéro 23; 11. Tant d'argent dans le monde; 12. L'art de la joie; 13. Orange; 14. Le devoir de mémoire; 15. Taper la manche; 16. L'école des sous-sols; 17. Trianon; 18. Le bruit du bang; 19. Candide revolver | En concert is the first live recording by La Rula, which includes songs from the first and second álbumes. It was released in autumn 2000.es la primera grabación en vivo de "La Ruda", que incluye canciones de los dos primeros discos. Fue lanzado en octubre de 2000. |
| 2005 | Dans la vapeur et le bruit | Disc 1: 1. L'instinct du meilleur; 2. Le bruit du bang; 3. Affaire de famille; 4. Que le bon l'emporte; 5. Profession détective; 6. Pensées malsaines; 7. 24 images/seconde; 8. Tant d'argent dans le monde; 9. Orange; 10. L'eau qui dort; 11. Chanson pour Sam; 12. Unis; 13. Le prix du silence; 14. Naouël; 15. Dira-t-on encore ?; 16. Le pieux et la potence; 17. Trianon; 18. Numéro 23. Disc 2: 1. L'odyssée du réel; 2. Stadio; 3. Carnet d'une égérie; 4. Paris en bouteille; 5. L'art de la joie; 6. Histoires improbables; 7. Louis | Dans la vapeur et le bruit es el título de un doble CD y un doble DVD grabados en directo el 16, 17 y 18 de diciembre de 2004 en Chabada (Angers). Ambos fueron lanzados en 2005. El CD contiene un video como bonus                                                      |

### DVD
| Year | Title                      | Track listing | Notes |
| ---- | -------------------------- | ------------- | --- |
| 2005 | Dans la vapeur et le bruit |               | Un doble DVD lanzado a la vez que el doble CD del mismo nombre, en 2005. El DVD contiene algunos clips adicionales |